# Leandro Pereira
Leandro Marcos Peruchena Pereira (Araçatuba, 3 de julho de 1991) é um futebolista brasileiro que atua como centroavante. Atualmente joga no Paraná.

## Carreira
Nascido em Araçatuba, Leandro Pereira começou sua carreira no Ferroviária, fazendo sua estreia em 2011.
No ano seguinte, Leandro assinou com o Mogi Mirim, mas disputou apenas duas partidas pelo Campeonato Paulista.

### Capivariano e Icasa
Foi contratado pelo Capivariano em dezembro de 2012, mas deixou o clube em maio do ano seguinte, contratado pelo Icasa.

### Portuguesa e Chapecoense
Em janeiro 2014, Leandro assinou um contrato de curto prazo com a Portuguesa. No dia 1 de abril, depois de jogar regularmente pela Lusa, Leandro se transferiu para a Chapecoense, recém-promovida à Série A.
Leandro estreou pela Chape no dia 27 de abril, numa derrota por 2 a 1 contra o Sport, na Ilha do Retiro. Ele marcou seu primeiro gol na competição no dia 25 de setembro, numa vitória por 3 a 0 em casa contra o Atlético Paranaense.
Leandro teve uma boa participação no Campeonato Brasileiro, marcando 10 gols pela equipe da Chapecoense.

### Palmeiras
Em dezembro de 2014, Leandro foi procurado pelo Corinthians e acertou sua saída para o alvinegro paulista por empréstimo. Com os exames médicos agendados e pronto para assinar contrato com o alvinegro, o Palmeiras atravessou a negociação, fazendo uma proposta de compra de 50% dos direitos econômicos do jogador por 5 milhões de reais, além de ter oferecido um salário maior. Assim, o centroavante assinou um contrato de cinco anos com o clube alviverde.
Fez sua estreia oficial pelo clube no dia 31 de janeiro, contra o Audax, numa partida válida pelo Campeonato Paulista de 2015. Na mesma partida, marcou seu primeiro gol após uma assistência de Agustín Allione.

### Brugge
No dia 29 de agosto de 2015, oito meses após ser contratado, o Palmeiras acertou sua venda para o Brugge, da Bélgica.

### Retorno ao Palmeiras
Retornou ao Palmeiras no dia 21 de junho de 2016, chegando por empréstimo.
Todos os gols de Leandro Pereira pelo Palmeiras
|     | Data                   | Local                                     | Placar | Resultado | Adversário    | Gols | Competição |
| --- | ---------------------- | ----------------------------------------- | ------ | --------- | ------------- | ---- | ---------- |
| 1.  | 31 de janeiro de 2015  | São Paulo, Allianz Parque                 | 1–0    | 3–1       | Grêmio Osasco | 1    | Paulista   |
| 2.  | 12 de abril de 2015    | São Paulo, Allianz Parque                 | 1–0    | 1–0       | Botafogo-SP   | 1    | Paulista   |
| 3.  | 26 de abril de 2015    | São Paulo, Allianz Parque                 | 1–0    | 1–0       | Santos        | 1    | Paulista   |
| 4.  | 28 de junho de 2015    | São Paulo, Allianz Parque                 | 1–0    | 4–0       | São Paulo     | 1    | Brasileiro |
| 5.  | 12 de julho de 2015    | São Lourenço da Mata, Arena de Pernambuco | 1–1    | 2–2       | Sport         | 2    | Brasileiro |
| 6.  | 12 de julho de 2015    | São Lourenço da Mata, Arena de Pernambuco | 2–1    | 2–2       | Sport         | 2    | Brasileiro |
| 7.  | 19 de julho de 2015    | São Paulo, Allianz Parque                 | 1–0    | 1–0       | Santos        | 1    | Brasileiro |
| 8.  | 26 de julho de 2015    | Rio de Janeiro, São Januário              | 1–0    | 4–1       | Vasco da Gama | 2    | Brasileiro |
| 9.  | 26 de julho de 2015    | Rio de Janeiro, São Januário              | 4–0    | 4–1       | Vasco da Gama | 2    | Brasileiro |
| 10. | 24 de setembro de 2016 | São Paulo, Allianz Parque                 | 1–0    | 2–1       | Coritiba      | 1    | Brasileiro |
| 11. | 3 de outubro de 2016   | Recife, Arruda                            | 2–1    | 3–2       | Santa Cruz    | 1    | Brasileiro |

### Sport
No dia 20 janeiro de 2017, após ficar oito dias treinando no Sport, foi oficializado o empréstimo de Leandro Pereira ao rubro-negro pernambucano, com o atacante assinando até junho de 2018.

### Chapecoense
Após ter ficado sem espaço no Sport, Leandro acertou seu retorno para a Chapecoense no dia 21 de abril de 2018.

### Matsumoto Yamaga
Em 15 de janeiro de 2019, o centroavante foi anunciado como reforço do Matsumoto Yamaga, do Japão.

## Títulos
Mogi Mirim
- Campeonato Paulista do Interior: 2012

Palmeiras
- Copa do Brasil: 2015
- Campeonato Brasileiro: 2016

Brugge
- Jupiler Pro League: 2015–16

Sport
- Taça Ariano Suassuna: 2017 e 2018
- Campeonato Pernambucano: 2017

Persepolis
- Iran Pro League: 2022–23
- Copa do Irã: 2022–23
- Supercopa do Irã: 2023